# الیوت اسپیتزر
 الیوت اسپیتزر (انگلیسی: Eliot Spitzer؛ زاده ۱۰ ژوئن ۱۹۵۹) یک سیاست‌مدار اهل ایالات متحده آمریکا است.